# Yuji Wakasa
Yuji Wakasa (født 9. februar 1996) er en japansk fodboldspiller, som spiller for den japanske fodboldklub Fukushima United FC.